# Episteira cupena
Episteira cupena är en fjärilsart som beskrevs av Louis Beethoven Prout 1936. Episteira cupena ingår i släktet Episteira och familjen mätare. Inga underarter finns listade i Catalogue of Life.